# Deinopa notabilis
Deinopa notabilis là một loài bướm đêm trong họ Erebidae.